# Bilofix
Bilofix är en typ av byggsats som består av träbalkar, stänger och plattor samt skruvar och kugghjul i plast. Den tillverkades och marknadsfördes främst på 1960-talet, först av Lego och senare av ett oberoende Bilofix-företag. Namnet brukar skrivas "BILOfix".
Virket levererades av Ferritslev Sågverk på Fyn.

## Historik

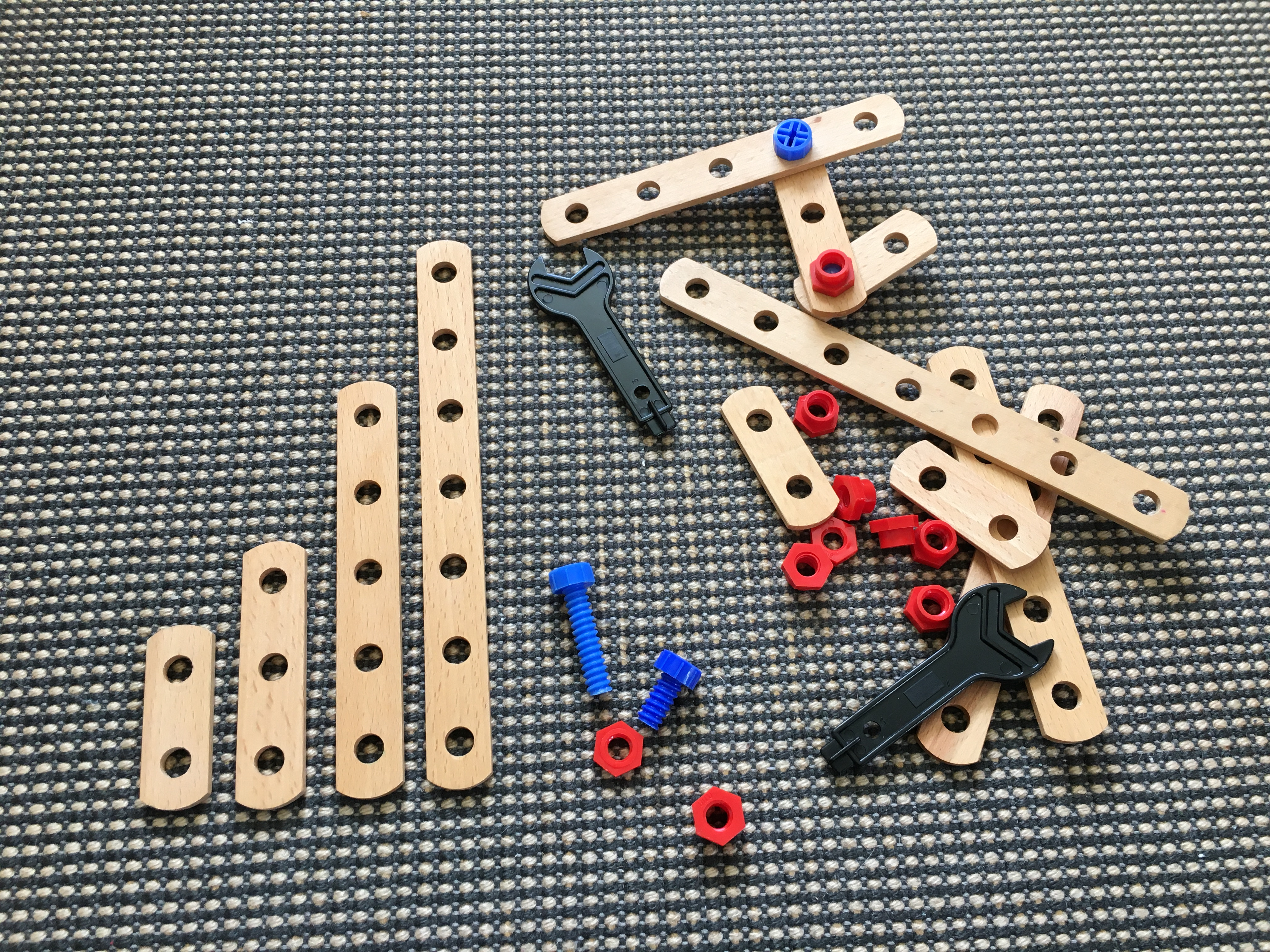
Delar.

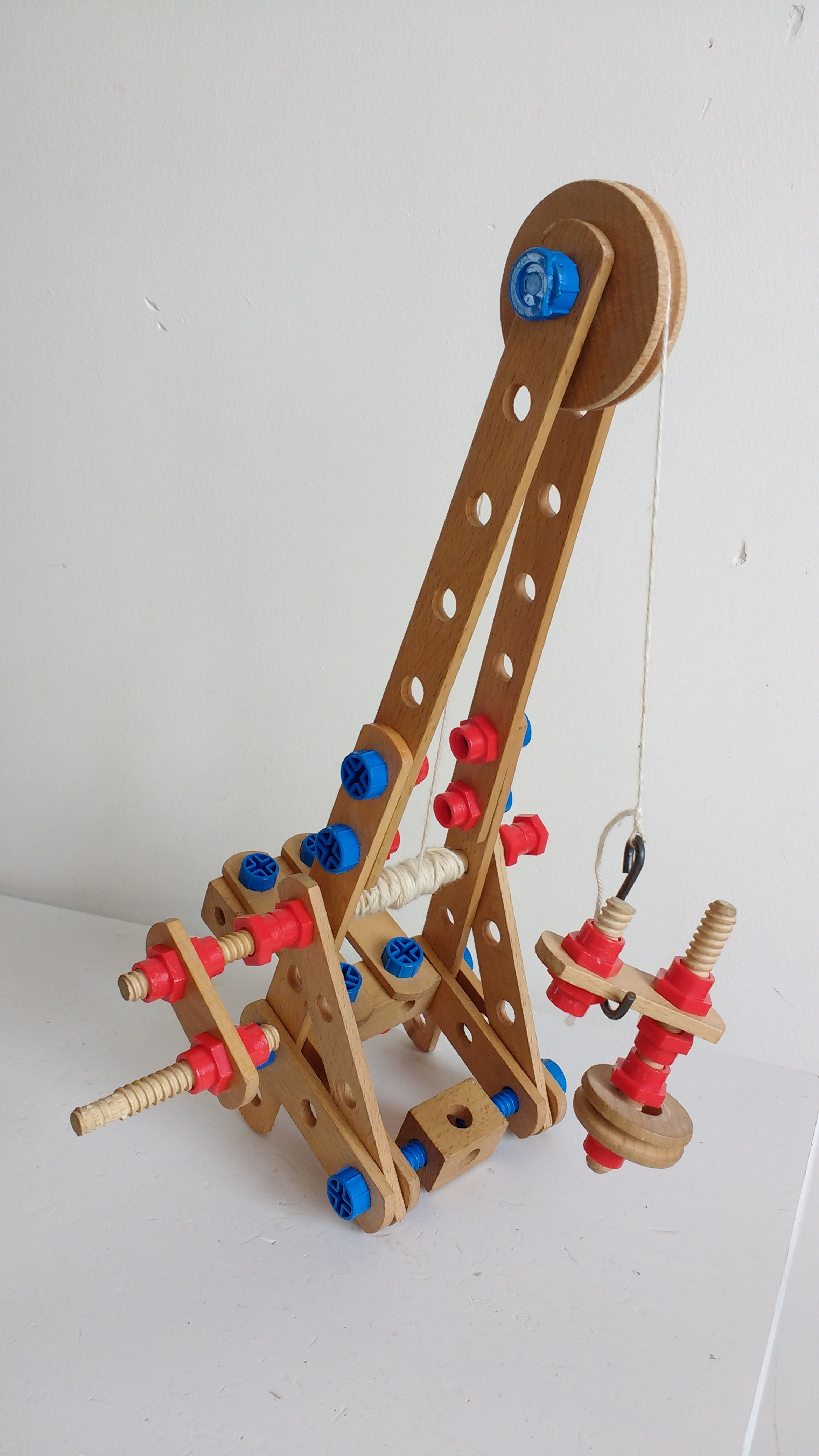
Kranbygge med Bilofix.

Namnet "BILO" är en kombination av de två danska namnen Billund" och Ole Kirk Kristiansen". Fabriken startades av Ole Kirk Christiansen i Billund, som också utvecklade LEGO-leksakerna. Christiansens söner, Karl Georg (1919–1998), Godtfred Kirk Christiansen (1920–1995) och Gerhardt (1926–2004), deltog också i produktionen. I början tillverkades både träleksaker och legoklossar på fabriken i Billund, men när fabriken med träleksaker brann ner 1959 beslutade man att flytta tillverkningen av träleksaker till Kolding. Ungefär samtidigt tog Godtfred över Legofabriken. Gerhardt var vid denna tid på Bilofix, och tog över de maskiner som inte hade förstörts av branden. När LEGO bestämde sig för att sluta tillverka träleksaker 1960 valde Karl Georg och Gerhardt att lämna Lego och i stället starta ett eget fristående företag med Bilofix och de flyttade tillverkningen till Kolding, där tillverkningen återupptogs 1962 på en tidigare färg- och lackfabrik i Munkegade 8.
För produktionen byggdes nya lokaler 1963 i Bramdrupdam dit de cirka 100 anställda flyttade och 1964 tillkom även lokaler för försäljning och ett showroom. Karl Georg hade en fabrik som levererade de plastskruvar och muttrar som användes för montering av delarna. Gerhardt fick ett världsomspännande patent och Bilofix blev en framgång.
Till att börja med såldes Bilofix till leksaksbutiker och grossister i Danmark, men efterhand såldes en större del även i Europa och resten av världen.
Förutom Bilofix etablerade Gerhard 1961 även GK Legetøj (1999 omdöpt till Buddy), som ursprungligen hade filialer i Fredericia, Kolding och Esbjerg. Senare öppnades filialer på Fyn, Sjælland och andra platser på Jylland. Det amerikanska företaget Revell tog vid ett tillfälle över försäljningen av Bilofix utomlands och produktionen skalades upp i väntan på ökad försäljning. I stället sjönk försäljningen, och varorna hamnade på lagret i Bramdrupdam. Det innebar ekonomiska förluster för företaget och 1969 fick man sälja de nya byggnaderna och säga upp en stor del av personalen. Därefter flyttade de till Hørgården i Kolding, och försäljningen kom igång igen. 1980 beslutades att sälja företaget till ett leksaksföretag i Århus som tillverkade träleksaker.

## Priser
- 1965 Jeppe-priset för Årets Bedste Legetøj.[3]
- 1965 Leksaksmässan i Paris: Första pris för Meilleur Jouet.[3]